# Port Fouad
Port Fouad is een havenstad in het noordoosten van Egypte, aan de Middellandse Zee en het Suezkanaal. Gezien vanuit de plaats Port Said ligt de stad aan de overzijde van dit kanaal.
De stad is relatief jong, het is in 1927 gesticht als een soort uitbreiding van Port Said. De twee steden zijn met elkaar verbonden door middel van een zeer regelmatige gratis veerdienst. Hoewel ze naast elkaar liggen en men Port Fouad wel als tweelingstad of zelfs buitenwijk van Port Said beschouwt, ligt Port Fouad in Azië en ligt Port Said in Afrika.

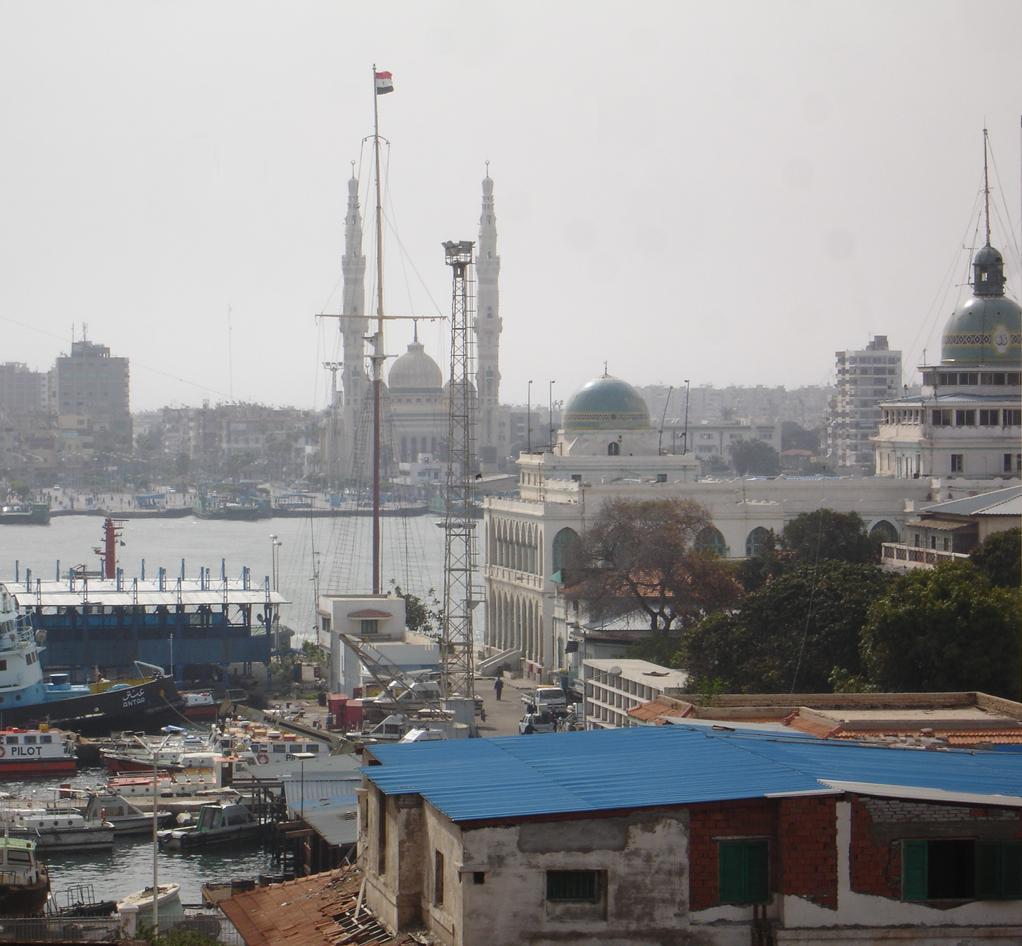
Port Fouad
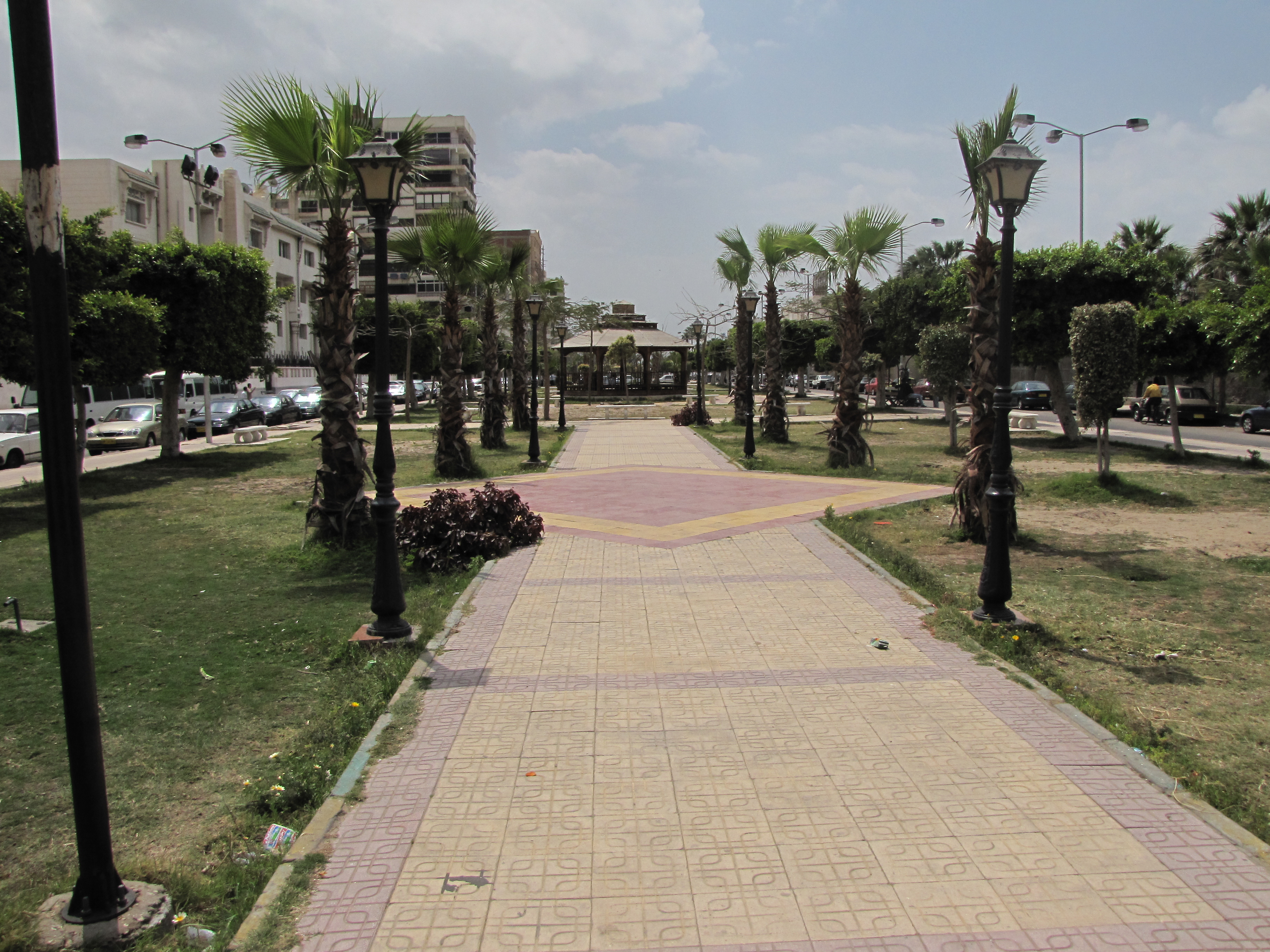
Straat in Port Fouad
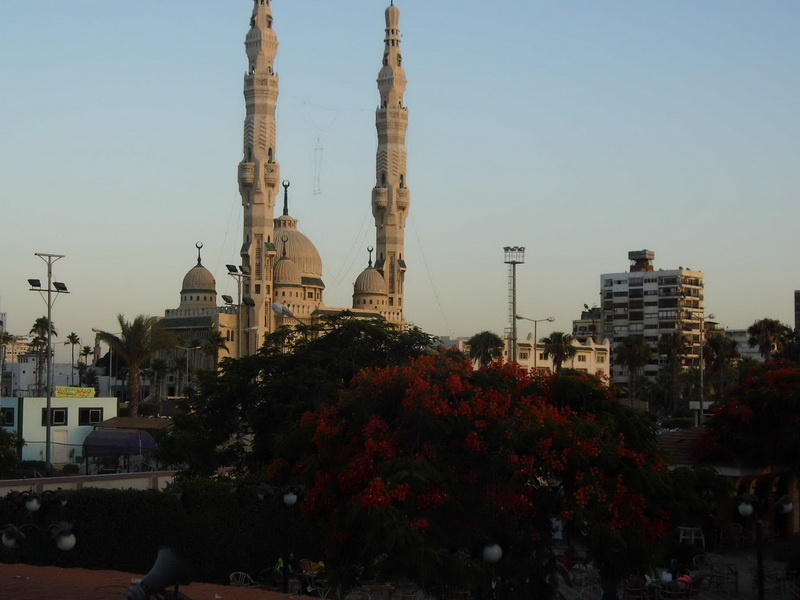
Grote moskee van Port Fouad